# Isoentomon paulista
Isoentomon paulista är en urinsektsart som beskrevs av Sören Ludvig Paul Tuxen 1975. Isoentomon paulista ingår i släktet Isoentomon och familjen trakétrevfotingar. Inga underarter finns listade i Catalogue of Life.